# Lophopoeum bruchi
Lophopoeum bruchi är en skalbaggsart som beskrevs av Monné och Martins 1976. Lophopoeum bruchi ingår i släktet Lophopoeum och familjen långhorningar.
Artens utbredningsområde är:
- Paraguay.
- Uruguay.

Inga underarter finns listade i Catalogue of Life.